# Jan Lech

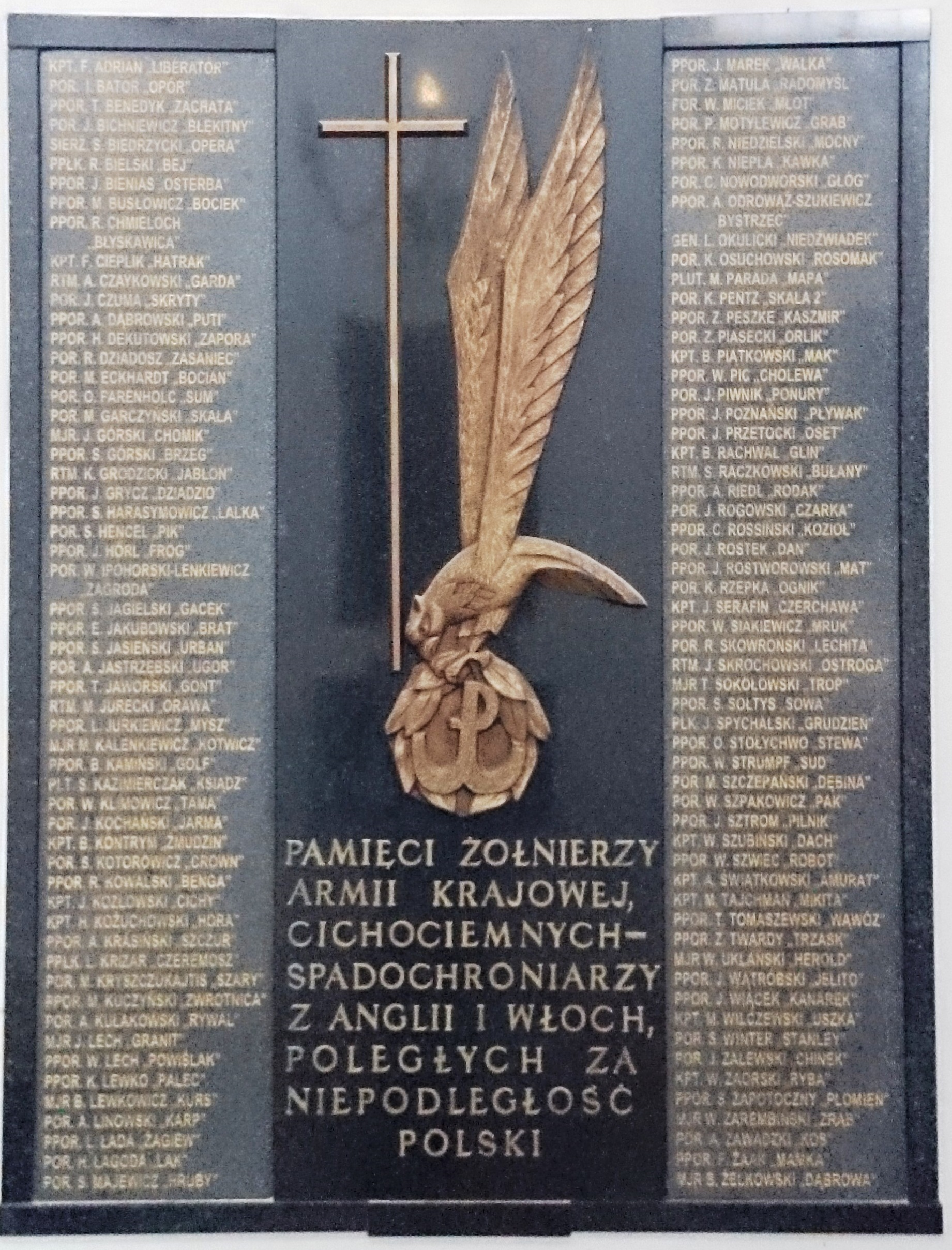
Tablica w kościele św. Jacka w Warszawie, upamiętniająca poległych cichociemnych, w tym Jana Lecha

Jan Kazimierz Lech vel Jan Dziedziejko, pseud.: Granit, John, Buła, Czerwony, Wrak, Beryl, Czarny, Truteń, Cer, Bez (ur. 20 października 1907 w Turzy Małej, zm. 24 czerwca 1944 we Lwowie) – major dyplomowany piechoty Wojska Polskiego, Polskich Sił Zbrojnych na Zachodzie i Armii Krajowej, magister, cichociemny.

## Życiorys
Jan Kazimierz Lech urodził się 20 października 1907 roku w Turzy Małej, w rodzinie Stanisława i Kazimiery z Markowskich.
W latach 1926–1929 był podchorążym w Szkole Podchorążych Piechoty w Ostrowi Mazowieckiej. W latach 1929–1936 służył w 57 pułku piechoty Wielkopolskiej, a jednocześnie studiował na Uniwersytecie im. Adama Mickiewicza w Poznaniu. W latach 1936–1938 był słuchaczem XVII Kursu Wyższej Szkole Wojennej w Warszawie. 1 listopada 1938 roku, po ukończeniu kursu i otrzymaniu dyplomu naukowego oficera sztabu, został przydzielony do dowództwa 17 Wielkopolskiej Dywizji Piechoty w Gnieźnie na stanowisko I oficera sztabu.
W czasie kampanii wrześniowej 1939 roku był oficerem operacyjnym w sztabie 17 Dywizji Piechoty. Od 22 do 30 września był pomocnikiem oficera operacyjnego w sztabie 25 Dywizji Piechoty. Walczył w bitwie nad Bzurą oraz w obronie Warszawy. Za udział w tych walkach otrzymał Krzyż Walecznych. Od 30 września do 5 października ukrywał się w Szpitalu PCK przy ulicy Piusa XI 24, a następnie wyjechał do Wielkopolski. 2 stycznia 1940 roku przez Prehybę przekroczył granicę polsko-słowacką w towarzystwie braci: Jana i Włodzimierza oraz kapitana lekarza Antoniego Hetmana i porucznika Bochenka z 44 pułku piechoty. Tego samego dnia przejechali taksówką przez Słowację i w Koszycach przekroczyli granicę z Węgrami. 22 stycznia 1940 roku w Madene przekroczył granicę francuską.
W czasie kampanii francuskiej 1940 roku pełnił służbę w dowództwie 4 Dywizji Piechoty na stanowisku oficera sztabu. Następnie był oficerem łącznikowym przy dowódcy Samodzielnej Brygady Strzelców Podhalańskich. 27 lipca 1940 roku przekroczył granicę hiszpańską, następnie dostał się do Portugalii, by we wrześniu 1940 roku znaleźć się w Wielkiej Brytanii, gdzie został przydzielony do 3 Brygady Kadrowej Strzelców.
Po konspiracyjnym przeszkoleniu w dywersji został zaprzysiężony 6 lutego 1942 roku w Oddziale VI Sztabu Naczelnego Wodza. Zrzutu dokonano w nocy z 3 na 4 września 1942 roku w ramach operacji „Rheumatism” dowodzonej przez kpt. naw. Stanisława Króla. Dostał przydział do Obszaru Lwowskiego AK, gdzie służył od października 1942 roku do około 10 stycznia 1943 roku, kiedy dostał nominację na szefa sztabu Oddziału III Operacyjnego Okręgu Lwów AK. Od 15 marca 1943 roku był szefem sztabu Okręgu Lwów i przejściowo szefem Oddziału III sztabu. Od 25 marca 1944 roku pełnił funkcję II zastępcy komendanta Okręgu. Brał bezpośredni udział w walkach, m.in. 30 sierpnia 1943 roku był ranny w potyczce z Niemcami w czasie lustracji terenu pod Lubieniem Wielkim, 30 listopada brał udział w akcji Kedywu w Kamionce Strumiłowej. 
Około 15 kwietnia 1944 roku koło Janowa w wyniku zdrady został ranny w nogę i ujęty przez Gestapo. Został przewieziony do więzienia we Lwowie. 24 czerwca 1944 roku wyniesiono go na noszach z celi i rozstrzelano. Pochowany na cmentarzu Powązki Wojskowe w Warszawie (kwatera A25-8-6/7).
Major Lech był żonaty z Ireną Poniatowską, z którą miał syna Zbigniewa (ur. 1940 rok).

## Awanse
- podporucznik – 15 sierpnia 1929 roku
- porucznik – 1 stycznia 1932 roku
- kapitan dyplomowany – ze starszeństwem z dniem 19 marca 1938 roku
- major – 4 września 1942 roku.

## Odznaczenia
- Krzyż Walecznych
- Srebrny Krzyż Zasługi z Mieczami.

## Upamiętnienie
W lewej nawie kościoła św. Jacka przy ul. Freta w Warszawie odsłonięto w 1980 roku tablicę Pamięci żołnierzy Armii Krajowej, cichociemnych – spadochroniarzy z Anglii i Włoch, poległych za niepodległość Polski. Wśród wymienionych 110 poległych cichociemnych jest Jan Lech.